# 12367 Ориньюс
12367 Ориньюс (12367 Ourinhos) — астероїд головного поясу, відкритий 8 лютого 1994 року.
Тіссеранів параметр щодо Юпітера — 3,613.